# Carmen Schäfer
Carmen Schäfer (ur. 8 stycznia 1981) – szwajcarska curlerka. Wielokrotna medalistka mistrzostw świata i Europy, mistrzyni świata juniorów, uczestniczka igrzysk olimpijskich.

## Osiągnięcia

### Igrzyska Olimpijskie
W 2010 roku w Vancouver zajęła czwarte miejsce. Cztery lata później, w Soczi zajęła taką samą lokatę.

### Mistrzostwa świata
Pięciokrotnie brała udział w mistrzostwach świata w curlingu, raz zdobywając złoto (2012) i raz brąz (2008).

### Mistrzostwa świata juniorów
Carmen Schäfer jest mistrzynią świata juniorów z 1999, dwa lata później na takich samych zawodach zdobyła brąz.

### Mistrzostwa Europy
Aż sześciokrotnie wzięła udział w mistrzostwach Europy w curlingu. W 2008 zdobyła złoto, w 2009 – srebro, zaś w latach 2010 i 2013 – brąz.